# Медали летних Олимпийских игр 2024

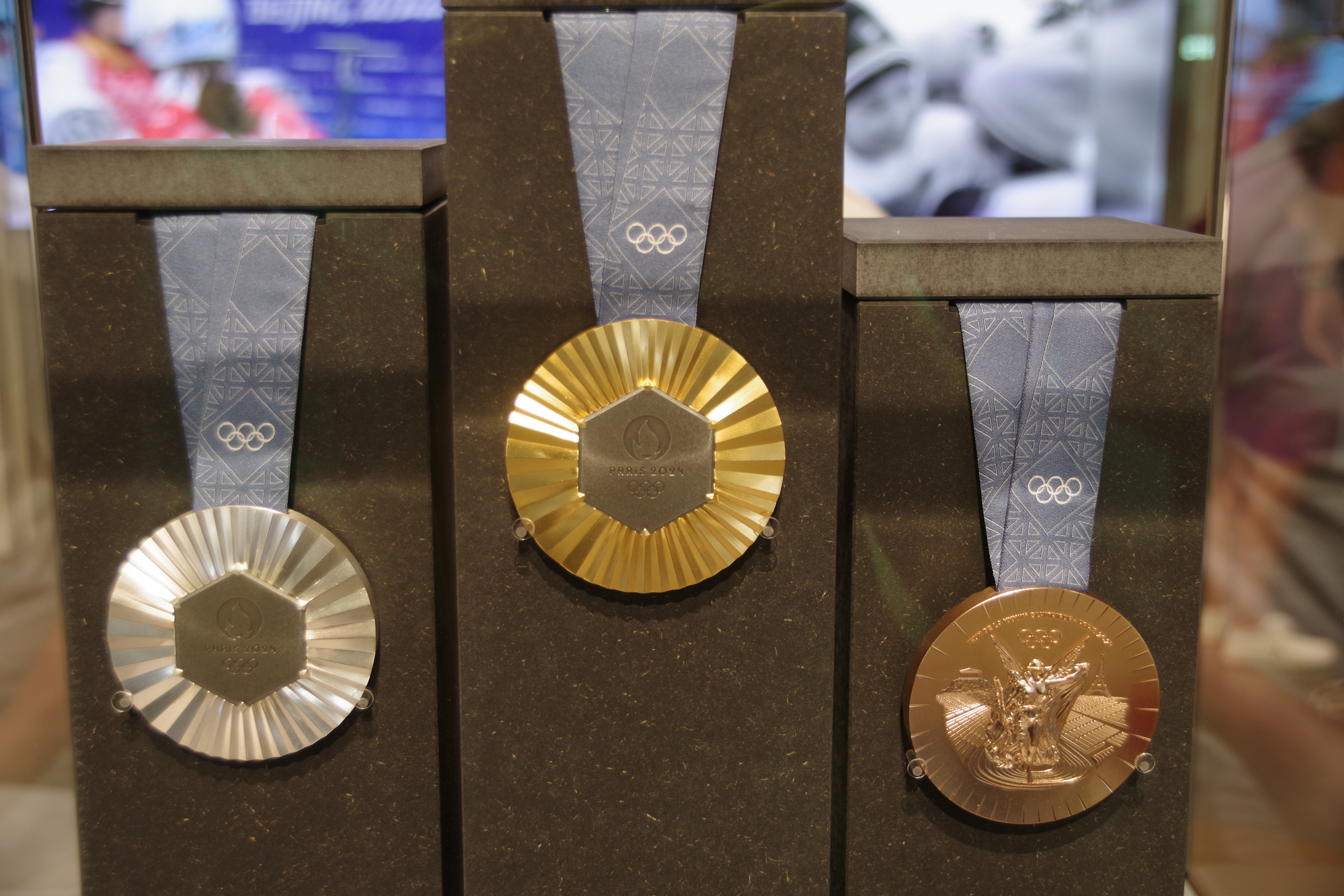
Олимпийские медали с центральным элементом (Гексагон (Франция)), выполненным из чугуна Эйфелевой башни

Медали летних Олимпийских игр 2024 — отличительные награды за индивидуальные или коллективные спортивные достижения участников летних Олимпийских игр, проходивших в столице Франции Париже в 2024 году.

## Дизайн
Олимпийские и паралимпийские награды были представлены публике президентом игр Тони Эстанге в феврале 2024 года. Проект по изготовлению медалей длился в течение года, всё это время его детали держались в секрете. 
Дизайн медалей был разработан ювелирным домом Chaumet, который с 1999 года входит в конгломерат LVMH, выступивший генеральным спонсором игр. Для Chaumet это был первый случай, когда они занимались разработкой и изготовлением спортивных медалей. Изготовление наград происходило на Парижском монетном дворе. 
На создание каждой медали от штамповки и до финального покрытия требовалось 15 дней. По словам старейшего ювелира Chaumet Филиппа Бергамини (Philippe Bergamini) самой сложной стала работа над бронзовыми медалями, так как бронза «самая хрупкая». 

### Символика

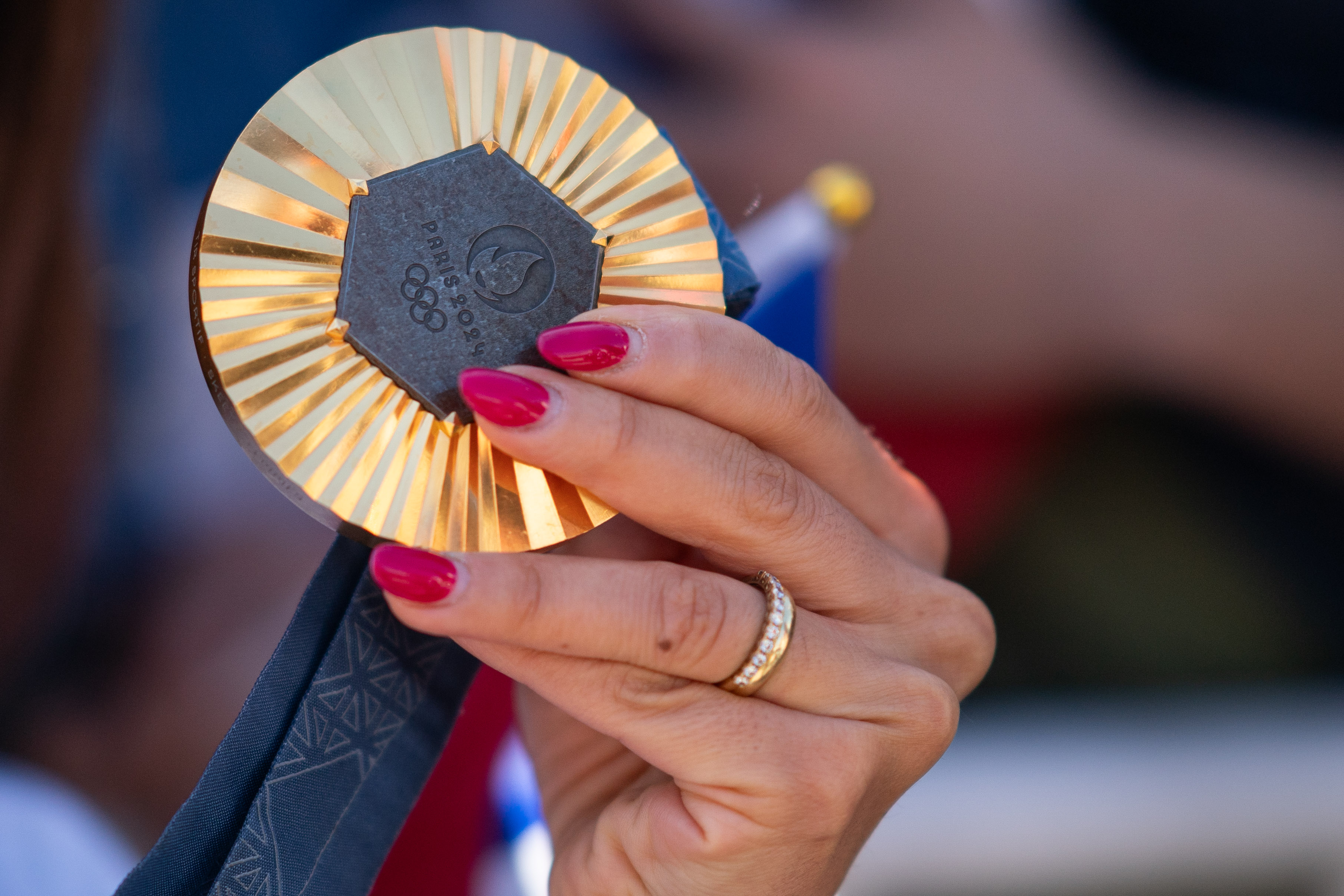
Золотая медаль чилийской спортсменки Франсиски Кроветто

В каждую награду с аверса вмонтирован шестиугольный (гексагон является символом Франции) железный жетон весом 18 граммов, на котором вытеснен логотип игр — лицо Марианны с символом олимпийского огня, олимпийские кольца и надпись Paris 2024. Жетоны изготовлены из металла Эйфелевой башни, взятого из чугунной конструкции, демонтированной в XX веке при модернизации лифта, и очищенном от углерода[прояснить] в кузницах коммуны Помпе. Шесть элементов крепления символизируют одновременно clous de Paris — технику крепления драгоценных камней, традиционную для французского ювелирного искусства, и заклёпки Эйфелевой башни. Расходящиеся сияющие «лучи» символизируют как сияние Парижа, который называют «Городом света», так и славу атлетов-победителей.
На реверсе медали по традиции представлена история современных Олимпийских игр. Художественное решение выполнено греческим ювелиром Еленой Вотси (Elena Votsi). По центру изображена богиня победы Ника на фоне стадиона Панатинаикос, где в 1896 году прошли первые современные Олимпийские игры, на заднем плане по обеим сторонам медали изображены Парфенон и Эйфелева башня. На реверсе паралимпийских медалей изображён вид Эйфелевой башни.

## Стоимость

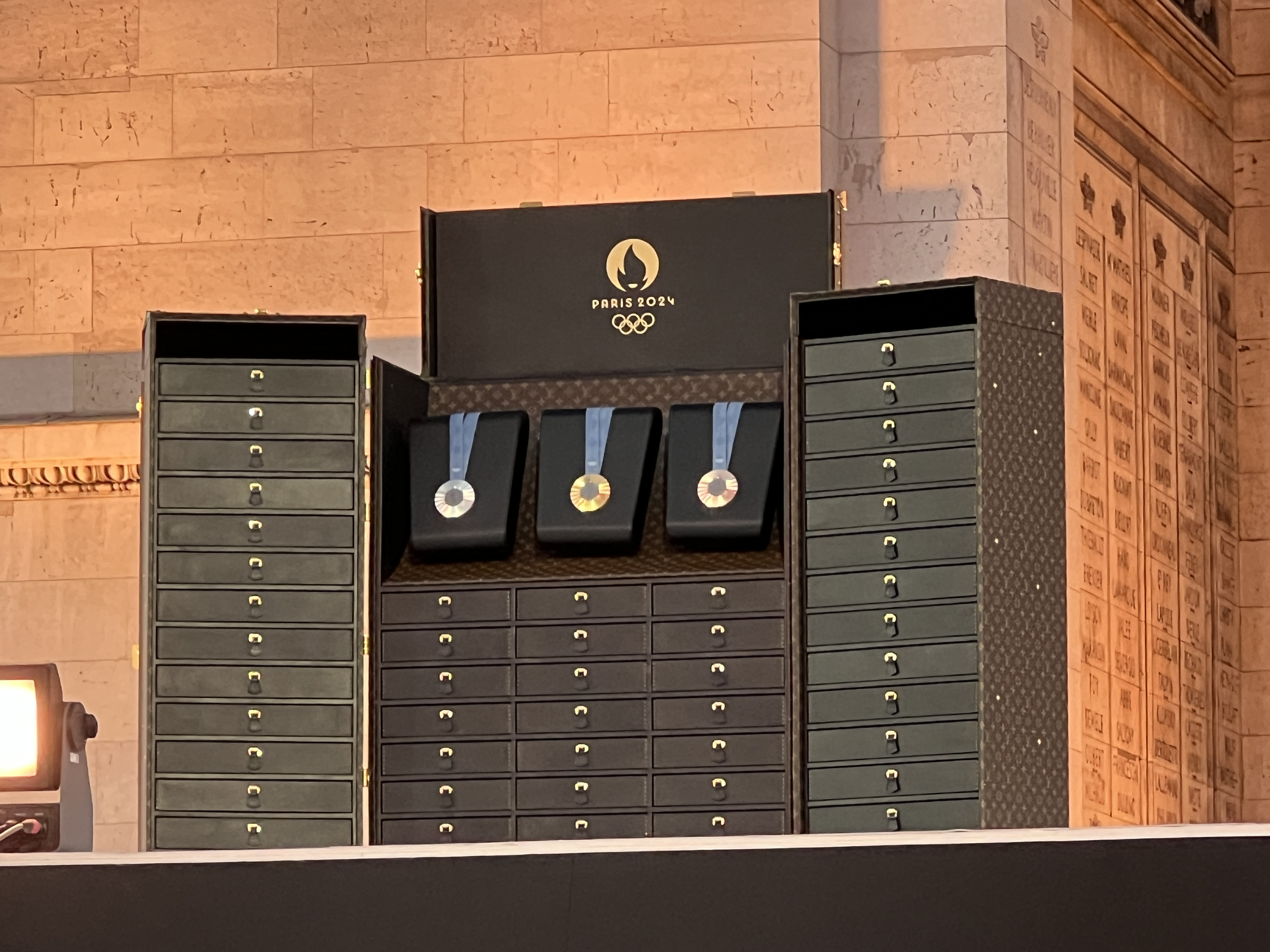
Олимпийские медали французских атлетов в кофрах Louis Vuitton, выставленные у Триумфальной арки во время Парада чемпионов, сентябрь 2024

Золотая медаль игр 2024 года весит 529 граммов, 505 граммов из которых (более 95,4 %) составляет серебро, ещё 6 граммов (1,13 %) — покрытие из золота. Оставшиеся 18 граммов — железо, очищенный металл, некогда бывший частью чугунной конструкции Эйфелевой башни. 
Исходя из цены на рынке драгоценных металлов, стоимость золотой медали составляет приблизительно 950 $. Из-за рекордно высоких цен на золото, вероятно, это самая «дорогая» (учитывая только стоимость металла) золотая медаль в истории современных олимпийских игр — так, стоимость золотой медали Олимпийских игр 2012 года в Лондоне составляла на тот момент примерно 708 $. В последний раз медали из чистого золота вручались перед Первой мировой войной, на играх 1912 года в Стокгольме, — при современных ценах стоимость такой медали составила бы более 41 тысячи долларов.
Серебряная медаль весит 525 граммов из которых 507 граммов (почти 96,6 %) составляет серебро, ещё 18 граммов — жетон из железа. Исходя из цены на серебро её стоимость составляет предположительно 486 $. Бронзовая медаль весит 455 граммов и не содержит драгоценных металлов: это 415,15 граммов меди, 21,85 граммов цинка и 18 граммов железа; её стоимость оценивается примерно в 13 $.

## Параметры
Все медали диаметром 85 мм и 9,2 мм толщиной.

### Золотая медаль
- Вес — 529 г.
- Диаметр — 85 мм
- Толщина — 9,2 мм
- Состав: серебро (505 г., более 95,4 %), покрытие золотом (6 г., 1,13 %), железо (18 г.);
- Предположительная стоимость — 950 $.

### Серебряная медаль
- Вес — 525 г.
- Диаметр — 85 мм
- Толщина — 9,2 мм
- Состав: серебро (507 г., почти 96,6 %), железо (18 г.);
- Предположительная стоимость — 486 $.

### Бронзовая медаль
- Вес — 455 г.
- Диаметр — 85 мм
- Толщина — 9,2 мм
- Состав: медь (415,15 г.), цинк (21,85 г.), железо (18 г.);
- Предположительная стоимость — около 13 $.

## Ленты

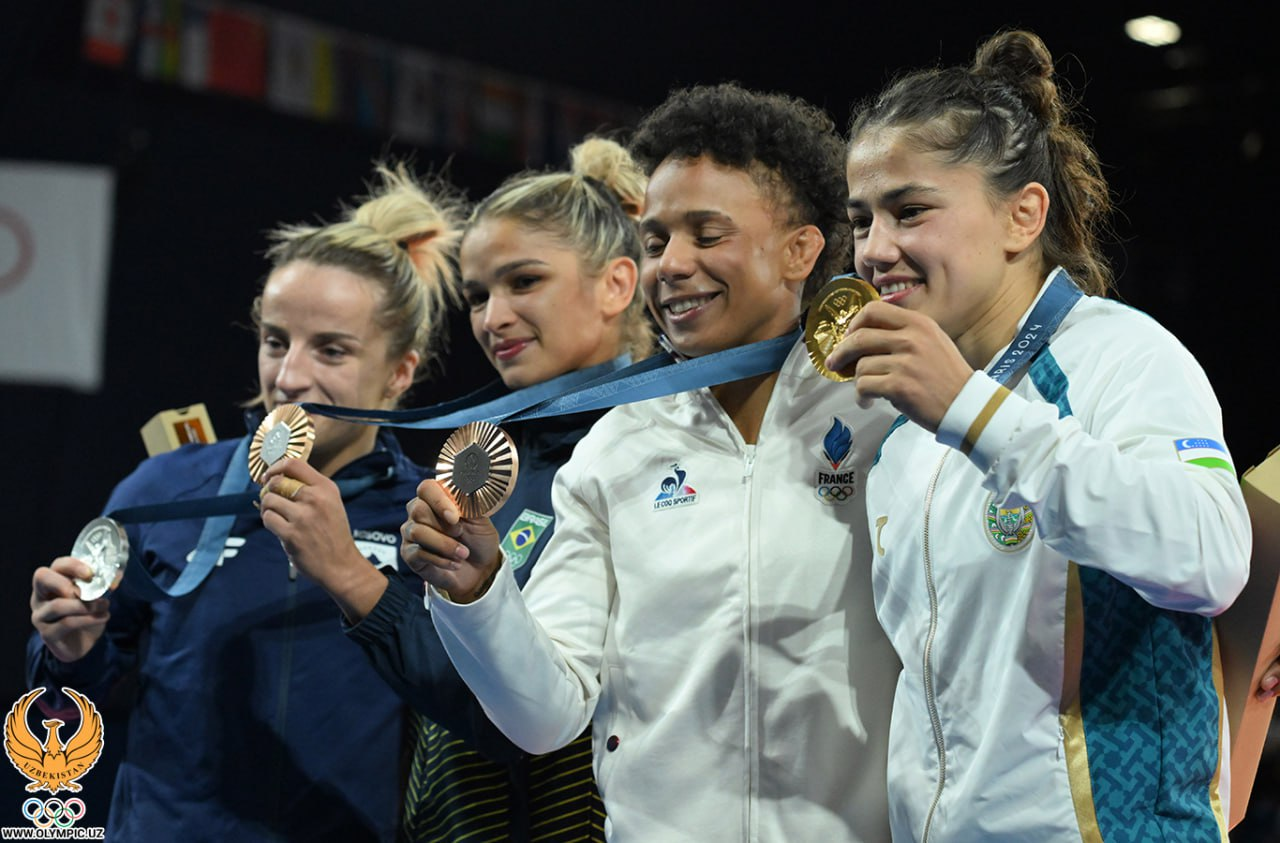
Спортсменки, демонстрирующие свои награды

Ленты олимпийских медалей тёмно-синего цвета, паралимпийских — ярко-красного, что символизирует два первых слоя краски, использованной для покраски Эйфелевой башни. Ленты украшены рисунком, символизирующим решётчатые секции Эйфелевой башни.

## Вручение
Медали подносились победителям на подносах из кожи, выполненных в стиле модного дома Louis Vuitton. Вместо букетов цветов спортсменам дарили тубусы, содержащие плакаты, выполненные по рисунку парижского художника  Уго Гаттони (Ugo Gattoni), отпечатанные ограниченным тиражом.

## Качество медалей
В августе 2024 года, через несколько недель после окончания Олимпиады в Париже, спортсмены, выигравшие бронзовые медали, начали жаловаться на качество наград, а в соцсетях появились фотографии облезших и потускневших изделий. Так, французский пловец Клеман Секки дал своей медали эпитет «крокодиловая кожа», а американский скейтбордист Найджа Хьюстон написал в своей ленте в «Инстаграм», что «олимпийским медалям нужно повысить планку качества». По словам американского фехтовальщика Ника Иткина, его медаль начала портиться уже через несколько дней после вручения. За 100 дней с момента закрытия Олимпиады более 
100 спортсменов обратились в Международный олимпийский комитет с просьбой заменить их потерявшую вид награду.
После появления сообщений о проблеме с медалями, Парижский монетный двор, где они изготавливались, начал внутреннее расследование с тем, чтобы «выяснить обстоятельства и причину повреждения». Оно показало, что причиной брака бронзовых медалей стал дефект покрытия. Рецепт лака, используемого для предотвращения окисления металла, хранится в секрете, однако появилась информация, что проблему вызвала замена триоксида хрома на другой ингредиент — токсичный химикат исключили из формулы, чтобы соответствовать новым правилам Европейского союза.
Представитель монетного двора сообщил, что они изменили формулу лака и оптимизировали производственный процесс с тем, чтобы их продукция соответствовала требованиям. Международный олимпийский комитет извинился перед спортсменами и заявил, что всем обратившимся атлетам заменят их медали.
Медали приходилось заменять и на других Олимпиадах — в частности, в Рио-де-Жанейро в 2016 году, но ни один производитель наград ранее не занимался столь активной скрытой рекламой своего бренда. Несмотря на то, что весь год, в преддверии Олимпийских игр, во время события, и после него, корпорация LVMH активно использовала Олимпиаду для собственного продвижения, всеми способами рекламируя свои бренды (в первую очередь, Louis Vuitton, Moët & Chandon и Chaumet), она отказалась как-либо комментировать ненадлежащее качество изделий. «Поскольку LVMH не изготавливала медали и не несёт за них ответственности, LVMH не будет давать комментарии» — заявил представитель консорциума.